# Tettigonia dolichoptera
Tettigonia dolichoptera är en insektsart som beskrevs av Mori 1933. Tettigonia dolichoptera ingår i släktet Tettigonia och familjen vårtbitare.

## Underarter
Arten delas in i följande underarter:
- T. d. maritima
- T. d. dolichoptera